# Markus Imhoof
Markus Imhoof (* 19. září 1941 Winterthur) je švýcarský filmový, divadelní a operní režisér. Natočil jen čtyři celovečerní filmy, ale již jeho debut Das Boot ist voll byl v roce 1981 nominován na Oscara za nejlepší cizojazyčný film a získal Stříbrného medvěda na Berlínském filmovém festivalu. Jeho druhý film Die Reise (1986) byl nominován na Zlatého lva v Benátkách, třetí snímek Der Berg (1990) na Zlatého medvěda v Berlíně. Natočil ještě jeden kinofilm Flammen im Paradies (1997) a též řadu dokumentů. Vystudoval němčinu, dějiny umění a dějiny na univerzitě v Curychu.